# 王泮生祠
王泮生祠，位于中国广东省肇庆市肇庆市端州区江滨中路崇禧塔西侧，为肇庆市的一个市、县级文物保护单位，类型为古建筑，公布时间为2003年5月6日。
王泮生祠的历史年代为明代，是明朝萬曆年間肇慶百姓為知縣及按察司副使王泮而興建。